# Nikita Iljitsch Chaikin
Nikita Iljitsch Chaikin (russisch Никита Ильич Хайкин; * 11. Juli 1995 in Netanja, Israel) ist ein russischer Fußballtorwart, der seit 2023 beim englischen Zweitligisten Bristol City unter Vertrag steht.

## Karriere

### Verein
Chaikin spielte bis 2010 in England in der Jugend des FC Chelsea. Zur Saison 2010/11 wechselte er zum FC Portsmouth. Zur Saison 2012/13 schloss er sich der Jugend des FC Reading an. Zur Saison 2013/14 wechselte er nach Portugal zu Nacional Funchal. Zur Saison 2014/15 wechselte er nach Spanien zum Drittligisten Marbella FC, für den er allerdings nie zum Einsatz kommen sollte.
Im März 2015 wechselte der Russe in seine Heimat zum Erstligisten Mordowija Saransk. In Saransk kam er allerdings als vierter Tormann nie zum Einsatz. Zur Saison 2015/16 wechselte Chaikin innerhalb der Liga zum FK Kuban Krasnodar. In Krasnodar war er zunächst dritter, ab der Winterpause vierter Tormann und kam ebenfalls nie zum Einsatz; mit Kuban stieg er zu Saisonende aus der Premjer-Liga ab. Daraufhin wechselte er im August 2016 in sein Geburtsland Israel zu Bne Jehuda Tel Aviv, für die er in der Saison 2016/17 zwei Spiele in der Ligat ha’Al absolvierte. Zur Saison 2017/18 wechselte er zum Zweitligisten Hapoel Kfar Saba und kam dort zu 13 Einsätzen in der Liga Leumit, verließ aber den Verein nach Ende der Spielzeit wieder.
Nach über einem halben Jahr ohne Klub wechselte Chaikin im März 2019 zum norwegischen Erstligisten FK Bodø/Glimt. In seiner ersten Spielzeit in Norwegen kam er als zweiter Tormann hinter Ricardo Friedrich zu einem Einsatz in der Eliteserie und wurde mit Bodø Vizemeister. Nach dem Abgang des Brasilianers bekam Chaikin zu Beginn der Saison 2020 das Vertrauen, ehe er nach drei Einsätzen von Neuzugang Joshua Smits abgelöst wurde. Nachdem dieser von Spieltag 4 bis 13 das Tor gehütet hatte, kam ab dem 14. Spieltag wieder Chaikin zum Zug und wurde bis Saisonende auch nicht mehr aus dem Tor Bodøs verdrängt. Mit dem Klub wurde er am Saisonende 2020 norwegischer Meister. In der Folgesaison wiederholte er diesen Erfolg und stand dabei in 29 Spielen auf dem Platz.

### Nationalmannschaft
Der gebürtige Israeli Chaikin spielte zwischen 2010 und 2016 für diverse russische Jugendnationalauswahlen. Im November 2021 wurde er erstmals in den Kader der A-Nationalmannschaft berufen.

## Erfolge
FK Bodø/Glimt
- Norwegischer Meister: 2020, 2021, 2023